# 安赫爾·科雷亞
安祖·马丁·科雷亞·马丁内斯（西班牙語：Ángel Martín Correa Martínez，發音：[ˈaŋxel koˈrea]；1995年3月9日—）是一名阿根廷足球運動員，司職前鋒，目前效力墨西哥足球超級聯賽球會堤格雷斯，阿根廷國家足球隊成員。

## 球會生涯

### 早年/聖洛倫索
科雷亞出生於羅薩里奧。他在2007年以年僅12歲之齡加入聖洛倫索的青訓系統。在2012年的夏季轉會窗，他本來以免費轉會形式加盟葡超名牌球會賓菲加，但交易後來作廢。
最終，科雷亞在2012年9月23日與綽號Ciclón的聖洛倫索簽訂四年合同，他在2013年1月正式被提升上一隊。在同年3月31日，他正式為一隊上陣，他在下半場以替補身份上場，但球隊仍以0:1作客不敵紐維爾舊生。
同年5月11日，科雷亞打進他職業生涯第一個進球，協助球隊主場3:0大勝阿甲老牌球隊小保加。在12-13阿甲球季中，他總共上陣13場(8場正選和上陣747分鐘)並射入4球。

### 馬德里競技
2014年5月27日，科雷亞轉會至西甲球會馬德里競技，轉會費為750萬歐元。他與床單軍團簽訂四年合同，並在2014年南美自由盃完結後正式加盟這支西班牙首都球會。但在後來的體檢中，馬德里競技發現科雷亞有心臟問題。科雷亞隨即前往紐約再作詳細的檢查，檢查結果表明這位阿根廷球員的心室中有一個腫塊。最終在同年12月13日，雙方完成交易。2015年8月22日，哥雷亞最終完成他在馬競的首秀，在主場1:0擊敗拉斯帕尔马斯的比賽中以替補身份入替奧利弗·托雷斯。他在同年9月19日打進在馬競的首個進球，協助馬競作客2:0擊敗埃瓦爾；他也助攻予費爾南多·托雷斯打進第二球。

## 國際賽生涯
2014年12月11日哥雷亞入選阿根廷U20在烏拉圭主辦的2015年南美青年足球錦標賽32人名單。在2015年9月4日，他首次為大國腳上陣，在主場7:0大勝玻利維亞的友誼賽中以替補身份入替埃茲奎爾·拉維齊並打進一球，這也是比賽中的最後一個進球。
2021年美洲國家盃，科雷亞所屬的阿根廷在與其他南美洲9隊比賽中脫穎而出，並在決賽擊敗巴西奪得冠軍。
2022年11月17日，他收到了2022年国际足联世界杯阿根廷國家足球隊的紧急征召，替代受伤的尼古拉斯-冈萨雷斯。

### 國際賽入球
| #  | 日期     | 比賽場地                       | 對陣     | 比分 | 賽果 | 賽事   |
| -- | -------- | ------------------------------ | -------- | ---- | ---- | ------ |
| 1. | 2015.9.4 | 美國休斯頓BBVA Compass Stadium | 玻利维亚 | 7–0  | 7–0  | 友誼賽 |

## 個人風格
由于身高相似，科雷亚被比作同胞塞尔吉奥·阿圭罗。然而，他的比赛风格更类似于卡洛斯·特维斯，在一个更有攻击性的位置上发挥作用。他有着良好的控球能力、重心低以及速度，以及對第一時間控球的觸感。

## 榮譽

### 俱樂部
聖洛倫索
- 阿根廷足球甲級聯賽: 2013 Inicial年冠軍
- 南美自由盃: 2014年冠軍

 馬德里競技
- 西班牙足球甲级联赛冠軍：2020–21賽季[15]
- 歐霸盃：2017-18冠軍
- 歐洲超級盃: 2018冠軍
- 歐洲聯賽冠軍盃: 2015–16亞軍

### 國家隊
阿根廷U20
- 南美青年足球錦標賽：2015年冠軍

 阿根廷
- 美洲國家盃冠軍：2021年
- 歐美超級杯冠軍（1次）：2022年
- 國際足協世界盃冠軍（1次）：2022年

## 外部連結
- Soccerway檔案 （页面存档备份，存于）